# Adam Barwood
Adam Barwood (Queenstown, 30 luglio 1992) è un ex sciatore alpino neozelandese.

## Biografia
Attivo in gare FIS dall'agosto del 2008, Barwood ha esordito in Australia New Zealand Cup il 30 agosto 2008 a Treble Cone in slalom gigante (38º) e ai Campionati mondiali a Schladming 2013, senza completare né lo slalom gigante né lo slalom speciale. Il 19 settembre 2013 ha colto a Mount Hutt in supercombinata il suo primo podio in Australia New Zealand Cup (2º); ha debuttato in Coppa del Mondo il 28 gennaio 2014 a Schladming in slalom speciale, senza completare la prova, e ai Giochi olimpici invernali a Soči 2014, dove si è classificato 44º nello slalom gigante e 25º nello slalom speciale.
Ai Mondiali di Vail/Beaver Creek 2015 si è piazzato 44º nel supergigante, 39º nello slalom gigante e non ha completato lo slalom speciale, mentre nella successiva rassegna iridata di Sankt Moritz 2017 è stato 44º nel supergigante, 31º nello slalom gigante e non ha completato lo slalom speciale. Il 21 agosto 2017 ha ottenuto a Thredbo in slalom gigante la sua unica vittoria in Australia New Zealand Cup, nonché ultimo podio; ai XXIII Giochi olimpici invernali di Pyeongchang 2018, sua ultima presenza olimpica, è stato 43º nel supergigante, 34º nello slalom gigante e non ha completato lo slalom speciale, mentre ai Mondiali di Åre 2019, suo congedo iridato, si è classificato 36º nello slalom gigante e non ha completato lo slalom speciale.
Il 3 marzo 2019 ha preso per l'ultima volta il via in Coppa del Mondo, a Kranjska Gora in slalom gigante senza qualificarsi per la seconda manche (non ha portato a termine nessuna delle 24 gare nel massimo circuito cui ha preso parte), e si è ritirato all'inizio della stagione 2019-2020; la sua ultima gara in carriera è stata lo slalom speciale di Australia New Zealand Cup disputato a Cardrona il 5 settembre, chiuso da Barwood al 20º posto.

## Palmarès

### Nor-Am Cup
- Miglior piazzamento in classifica generale: 22º nel 2017
- 1 podio:
  - 1 terzo posto

### Australia New Zealand Cup
- Miglior piazzamento in classifica generale: 2º nel 2014
- 2 podi:
  - 1 vittoria
  - 1 secondo posto

#### Australia New Zealand Cup - vittorie
| Data           | Località | Paese     | Specialità |
| -------------- | -------- | --------- | ---------- |
| 21 agosto 2017 | Thredbo  | Australia | GS         |

Legenda:

GS = slalom gigante

### Campionati neozelandesi
- 20 medaglie:
  - 8 ori (slalom speciale nel 2013; slalom gigante, slalom speciale nel 2014; slalom speciale nel 2015; slalom speciale nel 2017; slalom speciale nel 2018; slalom gigante, slalom speciale nel 2019)
  - 10 argenti (slalom gigante, slalom speciale nel 2011; slalom gigante nel 2012; slalom gigante nel 2015; slalom speciale nel 2016; supergigante, slalom gigante nel 2017; slalom gigante nel 2018; supergigante nel 2019; slalom gigante nel 2020)
  - 2 bronzi (slalom gigante nel 2013; slalom gigante nel 2016)